# 28-as busz (Szolnok)
A szolnoki 28-as jelzésű autóbusz a Vasútállomás és a Tóth Árpád út között közlekedik. Munkanapokon napközben a 8-es busz pótolja, ami Szandaszőlősön nem tér be a Tóth Árpád úti végállomásra. A járatot a Volánbusz üzemelteti.

## Útvonala
| Vasútállomás → Tóth Árpád út → Vasútállomás |
| --- |
| Vasútállomás vá. – Jubileum tér – Baross utca – Kossuth Lajos út – Szabadság tér – Kertész utca – Vörösmező utca – Simon Ferenc utca – Tóth Árpád utca – Tóth Árpád út mh. – Tóth Árpád utca – Karinthy Frigyes út – Kertész utca – Szabadság tér – Kossuth Lajos út – Baross utca – Vasútállomás vá. |

## Megállóhelyei
Az átszállási kapcsolatok között az azonos útvonalon közlekedő 7-es, 7Y, 8-as, 8Y és 27-es busz nincs feltüntetve. A 7-es és a 8-as a Tóth Árpád úti szakasz érintése nélkül közlekedik, a 7-es és a 27-es ellentétes irányban halad végig Szandaszőlősön. A 7Y a Karinthy Frigyes úton át közlekedik, a 8Y pedig oda-vissza a Vörösmező utcán át jár.
| 0  | Vasútállomás végállomás                       | 22 | 2Y, 6, 6Y, 13, 13Y, 14, 15, 15Y, 16, 17, 24, 24A, 33, 38 Helyközi buszok S50 G50 Z50 S60 G60 Z60 S220 S820 IC, EC, EN, sebesvonat, gyorsvonat, expresszvonat |
| 2  | Jólét ABC                                     | 20 | 2Y, 6, 6Y, 11, 15Y, 17, 21 |
| 4  | Petőfi Sándor út (↓) Móricz Zsigmond utca (↑) | 19 | 2, 2Y, 6, 6Y, 11, 15Y, 17, 21 |
| 6  | Szapáry út                                    | 17 | 1, 1A, 1Y, 2, 2Y, 6, 6Y, 9, 11, 15Y, 17, 20, 21, 23 |
| 8  | Szabadság tér                                 | 15 | 2, 2Y, 6, 6Y, 15Y, 17, 34B |
| 10 | Tiszaliget                                    | 13 | 6, 6Y, 17, 37 Helyközi buszok |
| 12 | Bevásárlópark                                 | 11 | 41 Helyközi buszok |
| 13 | Kertváros (Tiszavirág utca)                   | 10 | 41 |
| 15 | Sportrepülőtér                                | 8  | 38, 41 |
| 16 | Barack utca                                   | 7  | 38, 41 |
| 17 | Szilvás utca                                  | 6  | 38, 41 Helyközi buszok |
| 19 | Krúdy Gyula utca                              | ∫  | |
| 20 | Repülőtér bejárati út                         | ∫  | 41 Helyközi buszok Távolsági járatok |
| 21 | Kassák Lajos utca                             | ∫  | 41 |
| 23 | Simon Ferenc út                               | ∫  | 41 Helyközi buszok |
| 24 | Kiss János utca                               | ∫  | 41 |
| 25 | Lengyel Antal tér                             | ∫  | 41 |
| ∫  | Szabó Pál utca                                | 4  | 38, 41 |
| ∫  | Nagymező utca                                 | 3  | 38, 41 |
| 26 | Gázcseretelep                                 | 2  | 38, 41 |
| 28 | Ménes utca                                    | 1  | 38, 41 |
| 29 | Tóth Árpád út végállomás                      | 0  | 38, 41 |